# Stopa procentowa
Stopa procentowa – koszt kapitału albo inaczej cena, jaka przysługuje posiadaczowi kapitału z racji udostępnienia go innym na określony czas. Koszt ten wyrażony jest zazwyczaj jako procent od pożyczonej sumy i mierzony jest w ujęciu rocznym.
Mówiąc o stopach procentowych, można mieć na myśli wiele różnych cen. Przykładowo: stopy banku centralnego (w Polsce są to: stopa referencyjna, stopa lombardowa, stopa depozytowa oraz stopa redyskonta weksli – ich wysokość ustala Rada Polityki Pieniężnej), stopy rynkowe (tak określa się oprocentowanie kredytów i depozytów na rynku międzybankowym), czy też oprocentowanie kredytów i depozytów udzielanych albo przyjmowanych przez banki klientom albo od klientów spoza sektora bankowego. Najczęściej odnosi się do nominalnych stóp procentowych, czyli kosztu kapitału wyrażonego w bieżących jednostkach pieniężnych. Czasem posługuje się także pojęciem realnej stopy procentowej (czyli stopy nominalnej pomniejszonej o wartość inflacji) oraz efektywnej stopy procentowej (uwzględniającej częstotliwość naliczania odsetek oraz stopę podatku od zysków kapitałowych).
Przy wyliczaniu oprocentowania kredytów i depozytów (ich stóp procentowych) banki posługują się stopą podstawową (lub bazową), której wartość ustalana jest indywidualnie w banku – na ogół na podstawie stóp rynkowych.

## Polityka pieniężna
Docelowe stopy procentowe są istotnym narzędziem polityki pieniężnej i są brane pod uwagę w przypadku zmiennych, takich jak inwestycje, inflacja i bezrobocie. Banki centralne krajów zazwyczaj obniżają stopy procentowe, gdy chcą zwiększyć inwestycje i konsumpcję w gospodarce danego kraju. Jednak niska stopa procentowa jako polityka makroekonomiczna może być ryzykowna i może doprowadzić do powstania bańki gospodarczej, w której na rynek nieruchomości i giełdę wlewane są duże kwoty inwestycji. Wyższe stopy procentowe zwiększają koszt pożyczek, co może zmniejszyć fizyczne inwestycje i produkcję oraz zwiększyć bezrobocie. Wyższe stopy procentowe zachęcają do większych oszczędności i zmniejszają inflację. W gospodarkach rozwiniętych korekty stóp procentowych są zatem dokonywane w celu utrzymania inflacji w docelowym zakresie dla dobrej kondycji działalności gospodarczej lub ograniczenia stopy procentowej równolegle ze wzrostem gospodarczym w celu zachowania dynamiki gospodarczej.

## Stopy procentowe Banków Centralnych
Stopy procentowe ustalane przez Banki Centralne na całym świecie różnią się znacząco. Są one obserwowane przekrojowo między innymi przez inwestorów walutowych (Forex).